# Cormainville
Cormainville és un municipi francès, situat al departament de l'Eure i Loir i a la regió de Centre – Vall del Loira. L'any 2007 tenia 223 habitants.

## Demografia

### Població
El 2007 la població de fet de Cormainville era de 223 persones. Hi havia 95 famílies, de les quals 36 eren unipersonals (16 homes vivint sols i 20 dones vivint soles), 24 parelles sense fills, 31 parelles amb fills i 4 famílies monoparentals amb fills.
La població ha evolucionat segons el següent gràfic:
Habitants censats

### Habitatges
El 2007 hi havia 134 habitatges, 95 eren l'habitatge principal de la família, 21 eren segones residències i 17 estaven desocupats. Tots els 134 habitatges eren cases. Dels 95 habitatges principals, 83 estaven ocupats pels seus propietaris, 11 estaven llogats i ocupats pels llogaters i 2 estaven cedits a títol gratuït; 5 tenien dues cambres, 15 en tenien tres, 23 en tenien quatre i 53 en tenien cinc o més. 81 habitatges disposaven pel capbaix d'una plaça de pàrquing. A 39 habitatges hi havia un automòbil i a 44 n'hi havia dos o més.

### Piràmide de població
La piràmide de població per edats i sexe el 2009 era:
| Homes | Edats   | Dones |
| ----- | ------- | ----- |
| 0     | 95 o +  | 0     |
| 0     | 90 a 94 | 4     |
| 0     | 85 a 89 | 0     |
| 4     | 80 a 84 | 4     |
| 0     | 75 a 79 | 4     |
| 8     | 70 a 74 | 4     |
| 20    | 65 a 69 | 12    |
| 12    | 60 a 64 | 12    |
| 0     | 55 a 59 | 8     |
| 12    | 50 a 54 | 4     |
| 0     | 45 a 49 | 4     |
| 0     | 40 a 44 | 0     |
| 12    | 35 a 39 | 20    |
| 8     | 30 a 34 | 12    |
| 0     | 25 a 29 | 4     |
| 0     | 20 a 24 | 0     |
| 0     | 15 a 19 | 0     |
| 16    | 10 a 14 | 0     |
| 0     | 5 a 9   | 0     |
| 4     | 0 a 4   | 8     |

## Economia
El 2007 la població en edat de treballar era de 119 persones, 97 eren actives i 22 eren inactives. De les 97 persones actives 90 estaven ocupades (43 homes i 47 dones) i 7 estaven aturades (4 homes i 3 dones). De les 22 persones inactives 7 estaven jubilades, 3 estaven estudiant i 12 estaven classificades com a «altres inactius».

### Ingressos
El 2009 a Cormainville hi havia 105 unitats fiscals que integraven 236 persones, la mediana anual d'ingressos fiscals per persona era de 18.743 €.

### Activitats econòmiques
Dels 9 establiments que hi havia el 2007, 5 eren d'empreses extractives, 2 d'empreses de fabricació d'altres productes industrials, 1 d'una empresa d'hostatgeria i restauració i 1 d'una empresa de serveis.
L'any 2000 a Cormainville hi havia 16 explotacions agrícoles que ocupaven un total de 1.482 hectàrees.

## Poblacions més properes
El següent diagrama mostra les poblacions més properes.